# Grupo Nacional Provincial
Il Grupo Nacional Provincial, conosciuto anche con l'acronimo GNP o GNP Seguros,
è una società messicana di servizi assicurativi con sede a Città del Messico, parte di uno dei più grandi conglomerati imprenditoriali del paese, il Grupo BAL, che comprende istituzioni come Industrias Peñoles, El Palacio de Hierro, Profuturo, Médica Móvil, Valores Mexicanos, Casa de Bolsa, Arrendadora Valmex.
Opera nei seguenti settori: assicurazioni sulla vita, automobili, spese mediche e infortuni e danni. Fornisce assicurazioni sulla vita a privati, assistenza al conducente dell'automobile per perdite totali e incidenti, copertura di spese di pre-ospedalizzazione, infortuni e ambulanza, assicurazione per il trasporto merci e assicurazione delle navi.
L'azienda è stata fondata il 21 novembre 1901.
Nel 2023 ha acquisito i diritti di denominazione dello stadio GNP Seguros, ex Foro Sol di Città del Messico.